# Stemodia suffruticosa
Stemodia suffruticosa är en grobladsväxtart som beskrevs av Carl Sigismund Kunth.
Stemodia suffruticosa ingår i släktet Stemodia och familjen grobladsväxter. Inga underarter finns listade i Catalogue of Life.